# التحالف البوليفاري لشعوب أمريكتنا

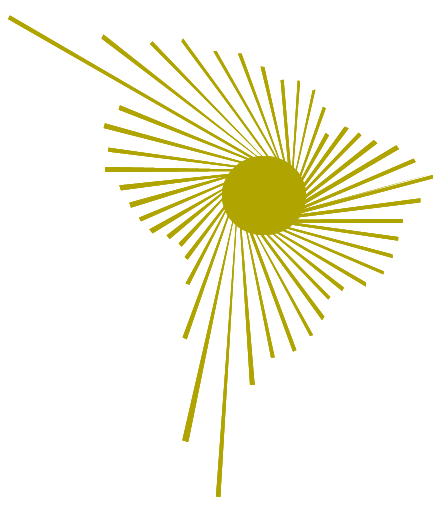

ألبا، رسميًا التحالف البوليفاري لشعوب أمريكتنا (بالإسبانية: Alianza Bolivariana para los Pueblos de Nuestra América)، هي منظمة حكومية دولية تقوم على فكرة التكامل الاجتماعي والسياسي والاقتصادي لبلدان أمريكا اللاتينية و‌الكاريبي. اسم «البوليفاري» يشير إلى أيديولوجية سيمون بوليفار، زعيم استقلال أمريكا الجنوبية في القرن الـ19 المولود في كاراكاس والذي أراد توحيد أمريكا الإسبانية إلى «دولة كبرى» واحدة. تأسست في البداية من قبل كوبا وفنزويلا في عام 2004، وهي مرتبطة بالحكومات الاشتراكية والديمقراطية الاشتراكية الراغبة في تعزيز التكامل الاقتصادي الإقليمي على أساس رؤية الرعاية الاجتماعية، المقايضة والمساعدات الاقتصادية المتبادلة. الدول الأعضاء الإحدى عشرة هي أنتيغوا وباربودا، بوليفيا، كوبا، دومينيكا، غرينادا، نيكاراغوا، سانت كيتس ونيفيس، سانت لوسيا، سانت فينسنت والغرينادين، و‌فنزويلا.
احتوى الاسم في البداية "البديل" بدلاً من التحالف"، ولكن تم تغييره يوم 24 يونيو 2009.

## العضوية
| الاسم الشائع            | الاسم الرسمي                 | تاريخ الانضمام | عدد السكان | المساحة (كم²) | المساحة + م.ا.خ (كم²) | ن م ا ت ق ش (US$ bn) | العاصمة    |
| ----------------------- | ---------------------------- | -------------- | ---------- | ------------- | --------------------- | -------------------- | ---------- |
| أنتيغوا وباربودا        | أنتيغوا وباربودا             | 2009-06-24     | 85٬632     | 442           | 110٬531               | 1.575                | سانت جونز  |
| بوليفيا                 | دولة بوليفيا متعددة القوميات | 2006-04-29     | 9٬119٬152  | 1٬098٬581     |                       | 50.904               | لا باز     |
| كوبا                    | جمهورية كوبا                 | 2004-12-14     | 11٬451٬652 | 110٬861       | 460٬637               | 114.100              | هافانا     |
| دومينيكا                | كومنولث دومينيكا             | 2008-01-20     | 72٬660     | 754           | 29٬736                | 0.977                | روسو       |
| غرينادا                 | غرينادا                      | 2014-12-14     | 109٬590    | 348٫5         | 27٬770                | 1.467                | سانت جورجز |
| نيكاراغوا               | جمهورية نيكاراغوا            | 2007-02-23     | 5٬891٬199  | 129٬495       | 254٬254               | 18.878               | ماناغوا    |
| سانت كيتس ونيفيس        | اتحاد سانت كريستوفر ونيفيس   | 2014-12-14     | 54٬961     | 261           | 10٬235                | 1.087                | باستير     |
| سانت لوسيا              | سانت لوسيا                   | 2013-07-20     | 180٬870    | 617           | 16٬156                | 2.101                | كاستريس    |
| سانت فينسنت والغرينادين | سانت فينسنت والغرينادين      | 2009-06-24     | 120٬000    | 389           | 36٬691                | 1.259                | كينغستاون  |
| فنزويلا                 | جمهورية فنزويلا البوليفارية  | 2004-12-14     | 28٬199٬825 | 916٬445       | 1٬387٬952             | 374.111              | كاراكاس    |
| ALBA-TCP Totals         | 10 دول                       | –              | 69٬694٬091 | 2٬514٬563٫5   | 5٬057٬735             | 641.136              |            |

وبالإضافة إلى ذلك، سورينام «عضو ضيف خاص» تعتزم أن تصبح عضواً كامل العضوية. تعتزم هايتي أيضًا، وهي عضو مراقب، أن تنضم لألبا.

## وصلات خارجية
- (بالإسبانية) الموقع الرسمي
- (بالإسبانية) https://web.archive.org/web/20170413235938/http://alba-tcp.org/
- (بالإنجليزية) https://web.archive.org/web/20170322030940/http://alba-tcp.org/en